# گانگنام
گنگنام (به انگلیسی: Gangnam) که گاهی به عنوان «منطقه بزرگ‌تر گنگنام» نیز شناخته می‌شود، یک ناحیه جغرافیایی و فرهنگی در سئول است که معمولاً به مناطقی از شهر اطلاق می‌شود که شامل نواحی ثروتمند و مرفه گنگنام، سئوچو و سونگپا است.